# Люстгартен (Берлін)
Люстгартен ( нім. Lustgarten - «парк утіх»,«сад насолод») - парк на Музейному острові в центральному Берліні, був частиною неіснуючого нині Міського палацу. У різний час свого існування парк використовувався для проведення парадів, масових демонстрацій і як міський парк.

## Історія
Район Люстгартен спочатку був розбитий в XVI столітті як господарство при палаці, майбутньої резиденції курфюрста (правителя) Бранденбурга, пізніше — центрі прусського королівства. Після спустошення Німеччини під час Тридцятилітньої війни Берлін був перебудований Фрідріхом Вільгельмом (Великим курфюрстом) і його голландської дружиною Луїзою Генріеттою Нассау-Оранської . Курфюрстіна Луїза за допомогою військового інженера Йоганна Моріца і садівника-декоратора Майкла Ханффа у 1646 році перетворила колишній город в офіційний парк з фонтанами і геометрично вирівняними доріжками і дала йому нинішню назву.
У 1713 році Фрідріх Вільгельм I стає королем Пруссії і приступає до перетворення Пруссії в воєнізовану державу. Він викорчував дерева в саду своєї бабусі і перетворив Люстгартен в покритий піском плац: Паризька площа у Бранденбурзьких воріт і Лейпцизька площа в цей час також використовувалися в якості плац-парадів. У 1790 році Фрідріх Вільгельм II дозволив знову перетворити Люстгартен в парк, але під час французької окупації Берліна в 1806 році Наполеон знову розташував тут свої війська.
На початку XIX століття розширені і багатші королівства Пруссії взяли основну участь в забудові центральної частини Берліну. Нова велика класична будівля, Старий музей, було побудовано у північно-західній частині Люстгартен провідним архітектором Карлом Фрідріхом Шинкелем, а у 1826—1829 роках Люстгартен був перебудований Петером Йозефом Ленне . Нові доріжки розділили парк на шість секторів. Тринадцятиметровий фонтан в центрі, керований паровим двигуном, був одним з чудес того часу. У 1831 році біля входу в Старий музей була встановлена знаменита гранітна чаша. У 1871 році фонтан був замінений великим кінним пам'ятником Фрідріху Вільгельму III.
У 1894—1905 роках стару протестантську церкву на північній стороні парку змінив набагато більш високий будинок, Берлінський кафедральний собор, побудований під керівництвом Юліуса Карла Рашдорфа.

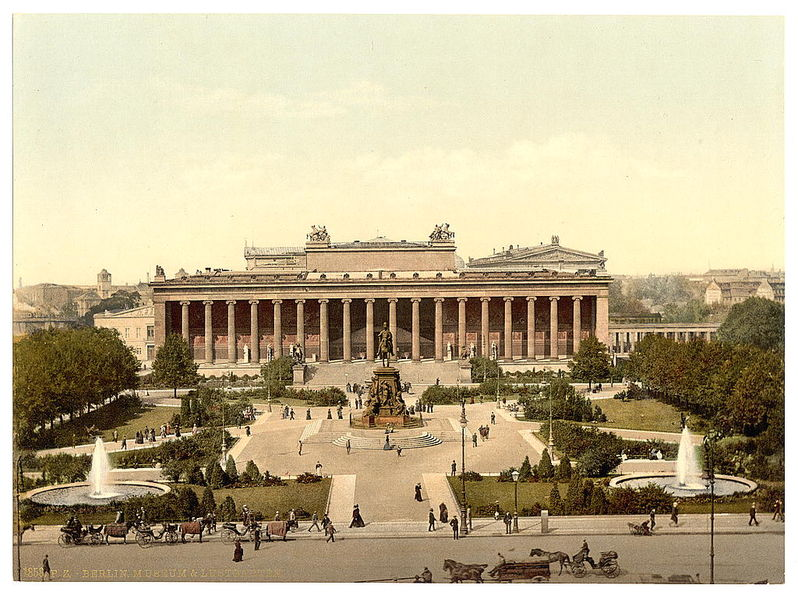
Люстгартен у 1900 році, вигляд на північний захід та Старий музей

У роки Веймарської республіки Люстгартен часто використовувався для проведення політичних демонстрацій. Соціалісти і комуністи часто проводили в Люстгартені мітинги. У серпні 1921 року 500 000 людей протестували проти правого насильства екстремістського толку. Після вбивства міністра закордонних справ Вальтера Ратенау в червні 1922 року в Люстгартене пройшов 250-тисячний мітинг протесту. У лютому 1933 року 200 тисяч осіб брали участь в демонстрації проти нового режиму нацистської партії Адольфа Гітлера, але незабаром громадська опозиція режиму була заборонена.
У нацистській Німеччині Люстгартен був перетворений в місце проведення масових мітингів. У 1934 році він був знову вимощений, а кінна статуя знесена. Гранітну чашу перемістили від Старого музею до Берлінського кафедрального собору.
1942 р. у Люстгартені відкрилася пропагандистська виставка «Радянський рай», яка демонструвала злидні під радянською владою.
До кінця Другої світової війни в 1945 році Люстгартен був розбомбленим пустирем. Німецька Демократична Республіка залишила тротуари часів Гітлера, але навколо всього плацу були посаджені липи, щоб змінити мілітаристський вигляд парку. Весь район був перейменований в площа Маркса і Енгельса . Міський палац був зруйнований, а потім замінений модерністським Палацом Республіки .
Рух з метою відновлення парку Люстгартен в його колишньому вигляді почався після возз'єднання Німеччини у 1991 році. У 1997 році Берлінський сенат доручив ландшафтному архітекторові Хансу Лойдлю перебудувати район в дусі Ленне, і будівельні роботи почалися у 1998 році. Зараз Люстгартен знову є парком в центрі об'єднаного Берліна.